# Lajos Bárdos
Pour les articles homonymes, voir Bardos (homonymie).

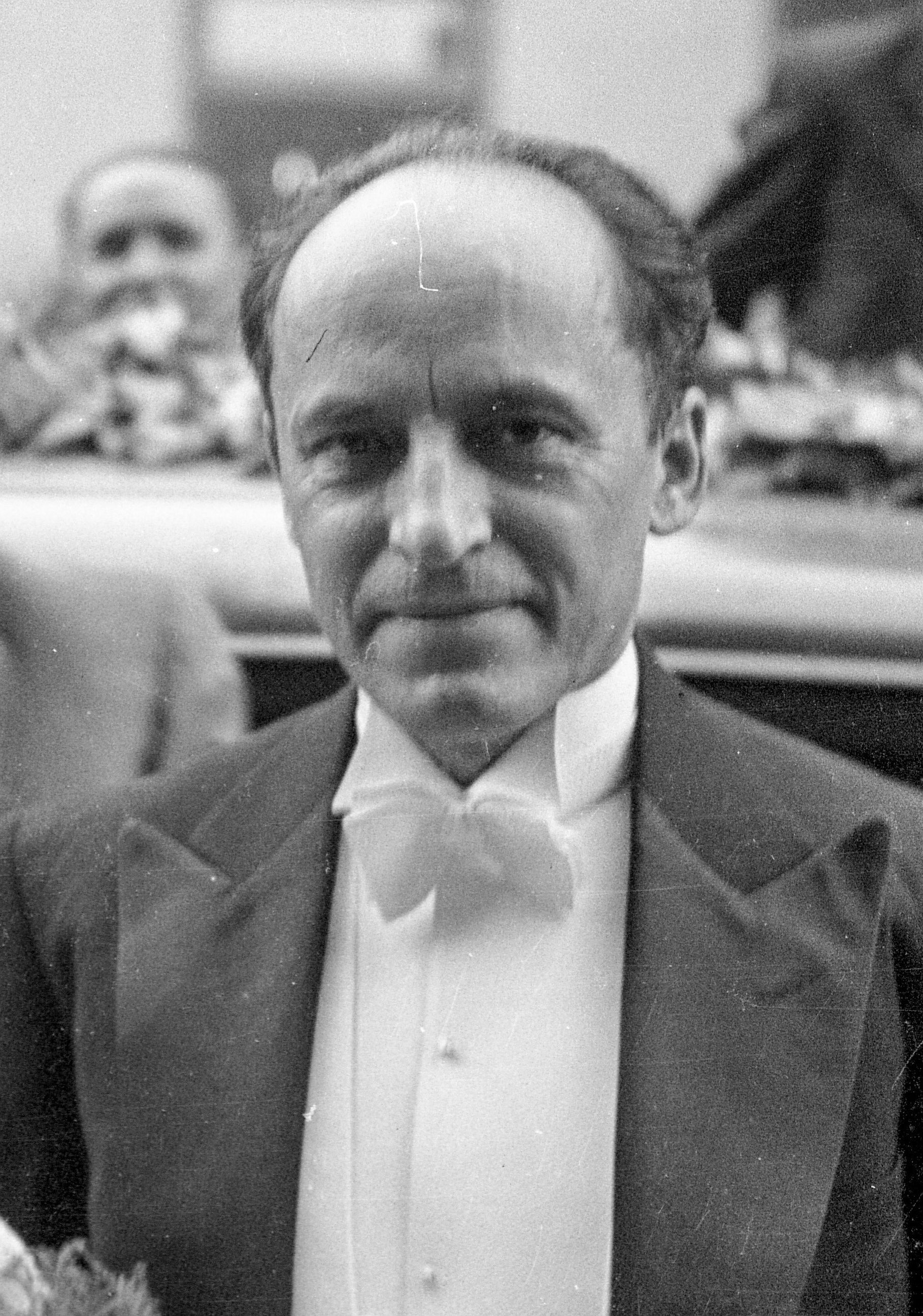
Lajos Bárdos (1948)

Lajos Bárdos est un compositeur, chef d'orchestre, chef de chœur hongrois, professeur de musique à l'Académie de musique Franz-Liszt, né le 1er octobre 1899 à Budapest et mort le 18 novembre 1986 à Budapest. Son frère György Deák-Bárdos est aussi compositeur.  

## Biographie
En 1919, il entre à l'Académie de musique Franz-Liszt où il étudie auprès de Zoltán Kodály et Albert Siklós. 
Il a posé avec Kodály les fondations du chant choral du XXe siècle en Hongrie. De 1928 à 1967, il est professeur à l'académie, où il réforme le programme en mettant l'accent sur la formation des chefs de chœur, l'enseignement de l'histoire de la musique sacrée et l'apprentissage de la théorie musicale et de la prosodie. En parallèle il dirige des chœurs, notamment celui du Chœur Cecilia de 1926 à 1941, le Chœur Palestrina de 1929 à 1933, le Chœur de Budapest de 1941 à 1947 et le Chœur de Saint-Mátyás de Budapest de 1942 à 1962.
En 1931, il cofonde la maison d'édition Magyar Korus, et devient le rédacteur du magazine musical du même nom de cette date à 1950 ; ce magazine joua un rôle important dans le développement de l'activité chorale en Hongrie. À partir de 1934, il prend en main l'organisation d'un mouvement incitant les jeunes de toute la Hongrie à chanter en chorale et à apprendre les bases de la musique.
Par son travail, Bárdos amène les chorales hongroises à un niveau international en quelques décennies. Il dirige plusieurs chorales et encourage le développement du chant choral dans les régions reculées du pays. Il est un pionnier dans le répertoire abordé en incluant le chant choral antérieur à Palestrina, particulièrement celui de Josquin des Prés et encourage une musique nouvelle. Il introduit notamment la Symphonie de psaumes d'Igor Stravinsky en Hongrie.
« La semaine musicale Lajos Bárdos » est un festival annuel en Hongrie depuis 1977.

## Compositeur

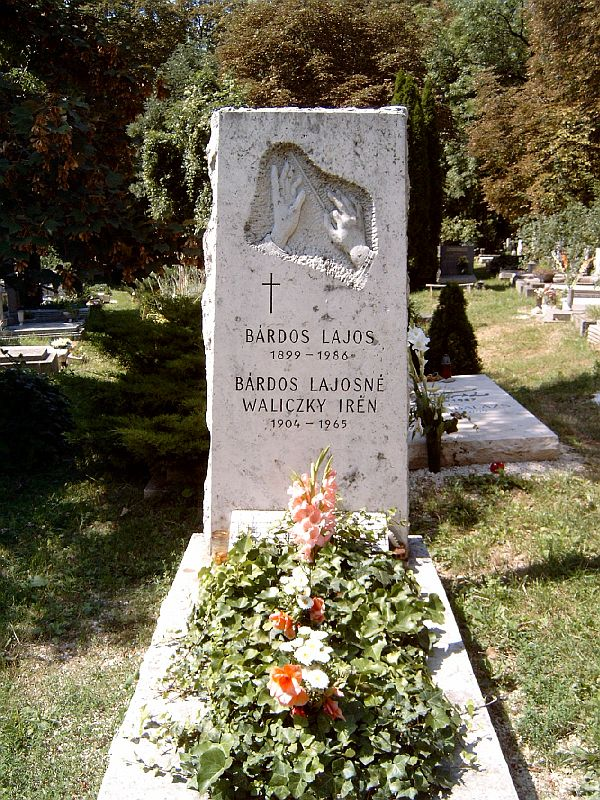
Tombe du compositeur à Budapest

Ses propres compositions tirent également partie de la polyphonie de la Renaissance et de la musique folklorique hongroise, suivant par là la tradition de Béla Bartók et Kodály.

### Répertoire pour chœur
- Adorna thalamum
- Az Úr
- rkezése
- Az Úristent magasztalom
- Békefohász
- Cantemus!
- Csillagvirág
- Elmúl a tél
- Első népdalrapszódia
- Erkel szózata
- Ezékiel látomása
- Ingrediente Domino
- János bácsi hegedűje
- Jeremiás próféta könyörgése
- Karácsonyi bölcsődal
- Örülök az én szívembe' (122.zsolt.)
- Patkóéknál
- Régi táncdal
- Szeged felől
- Széles a Duna
- Szívbéli zsoltár
- Tábortűznél
- Tiszta forrás
- Tiszta patakod partjainál
- Tréfás házasító
- Zengd az Egekben ülőt!
- Mennyei seregek boldog tiszta lelkek

## Musicologue
Le travail de Bárdos en musicologie inclut des études majeures de la mélodie grégorienne, de l'harmonie modale et romantique, et l'analyse des travaux de Franz Liszt, Bartók et Kodály. Avec d'autres étudiants de Kodály, Bárdos aida aussi au développement de ce que l'on appellera plus tard la méthode Kodály en formation musicale.

## Filmographie
Dalolva szép az élet (1950), dirigé par Márton Keleti.

## Sources
- Nicolas Slonimsky, Alain Paris et Marie-Stella Paris, Dictionnaire biographique des musiciens, R. Laffont, 1995 (ISBN 2-221-06510-7, 978-2-221-06510-5 et 2-221-06787-8, OCLC 33096600, lire en ligne)